# 洛杉矶儿童医院
洛杉矶儿童医院 (英語：Children's Hospital Los Angeles)是一所位于美国洛杉矶的儿童医院。

## 历史
1901年成立于美国洛杉矶，每年接待140,000名患者。1932年成为南加州大学附属医院。

## 荣誉
2010年被《美国新闻与世界报道》杂志评选为全美排名第五医院和加州排名第一儿童医院。